# سامويل فارغاس
سامويل فارغاس (بالإنجليزية: Samuel Vargas)‏ مواليد 12 أبريل 1989 في بوغوتا، هو ملاكم محترف كندي يصنف ضمن فئة وزن الوسط بدأ مسيرته الاحترافية سنة 2010.

## المسيرة الاحترافية
من نزالاته:
- خسر أمام داني غارسيا بالضربة الفنية القاضية (2016).

## إحصائيات
خاض خلال مسيرته 39 نزالا، فاز في 31 وتعادل في 2 وخسر في 6. فاز بالضربة القاضية في 14 نزالا.

## روابط خارجية
- سامويل فارغاس على موقع بوكس ريك (الإنجليزية) (registration required)